# Championnat du Chili de football 1967
Navigation
Saison précédente Saison suivante
La saison 1967 du Championnat du Chili de football est la trente-cinquième édition du championnat de première division au Chili. Les dix-huit meilleures équipes du pays sont regroupées au sein d'une poule unique, où elles s'affrontent deux fois, à domicile et à l'extérieur; à la fin de la compétition, le dernier du classement est relégué et remplacé par le champion de Segunda Division, la deuxième division chilienne.
C'est le CF Universidad de Chile qui remporte la compétition, après avoir terminé en tête du classement final, avec douze points d'avance sur le tenant du titre, CD Universidad Católica et quinze sur Colo Colo. C'est le sixième titre de champion du Chili de l'histoire du club.

## Les clubs participants
| - Club Deportivo Huachipato - Promu de Segunda Division - Colo Colo - Club Deportivo O'Higgins - CF Universidad de Chile - Unión Española - Santiago Wanderers - CSD Rangers - Deportes Magallanes - Union San Felipe | - Green Cross-Temuco - CD Santiago Morning - Audax Italiano - CD Universidad Católica - Club Deportivo San Luis - CD Everton de Viña del Mar - Club Deportivo Palestino - Deportes Unión La Calera - Deportes La Serena |

## Compétition
Le barème utilisé pour établir le classement est le suivant :
- Victoire : 2 points
- Match nul : 1 point
- Défaite : 0 point

### Classement
| Rang | Équipe                      | Pts | J  | G  | N  | P  | Bp | Bc | Diff |
| ---- | --------------------------- | --- | -- | -- | -- | -- | -- | -- | ---- |
| 1    | CF Universidad de Chile     | 56  | 34 | 25 | 6  | 3  | 81 | 33 | +48  |
| 2    | CD Universidad Católica T   | 44  | 34 | 17 | 10 | 7  | 68 | 48 | +20  |
| 3    | Colo Colo                   | 41  | 34 | 16 | 9  | 9  | 74 | 51 | +23  |
| 4    | Unión Española              | 38  | 34 | 16 | 6  | 12 | 74 | 56 | +18  |
| 5    | Deportes Magallanes         | 38  | 34 | 12 | 14 | 8  | 55 | 45 | +10  |
| 6    | Club Deportivo Huachipato P | 35  | 34 | 11 | 13 | 10 | 56 | 50 | +6   |
| 7    | Deportes La Serena          | 34  | 34 | 9  | 16 | 9  | 45 | 44 | +1   |
| 8    | Unión San Felipe            | 34  | 34 | 11 | 12 | 11 | 41 | 55 | -14  |
| 9    | CD Santiago Morning         | 33  | 34 | 12 | 9  | 13 | 55 | 58 | -3   |
| 10   | Audax Italiano              | 33  | 34 | 9  | 15 | 10 | 50 | 54 | -4   |
| 11   | Club Deportivo O'Higgins    | 31  | 34 | 9  | 13 | 12 | 53 | 53 | 0    |
| 12   | Club Deportivo Palestino    | 29  | 34 | 8  | 13 | 13 | 47 | 49 | -2   |
| 13   | Santiago Wanderers          | 29  | 34 | 7  | 15 | 12 | 37 | 45 | -8   |
| 14   | CD Everton de Viña del Mar  | 29  | 34 | 8  | 13 | 13 | 47 | 63 | -16  |
| 15   | Green Cross-Temuco          | 28  | 34 | 10 | 8  | 16 | 47 | 63 | -16  |
| 16   | CSD Rangers                 | 27  | 34 | 7  | 13 | 14 | 40 | 54 | -14  |
| 17   | Unión La Calera             | 27  | 34 | 9  | 9  | 16 | 44 | 72 | -28  |
| 18   | Club Deportivo San Luis     | 26  | 34 | 7  | 12 | 15 | 29 | 50 | -21  |

|  | Qualification pour la Copa Libertadores 1968      |
|  | Relégation directe en Segunda Division            |
|  | T : Tenant du titre P : Promu de Segunda Division |

## Bilan de la saison
| Championnat du Chili de football 1967 |                                    |
| Champion                              | CF Universidad de Chile (6e titre) |
| Qualifications continentales          |                                    |
| Copa Libertadores 1968                | CF Universidad de Chile            |
| Copa Libertadores 1968                | CD Universidad Católica            |
| Promotions et relégations             |                                    |
| Promus en Primera División            | Club Deportes Concepción           |
| Relégués en Segunda División          | Club Deportivo San Luis            |